# Bilbao Basket
El Club Basket Bilbao Berri, S. A. D., comúnmente conocido como Bilbao Basket, y como Surne Bilbao Basket por motivos de patrocinio, es un club de baloncesto de la ciudad de Bilbao (País Vasco, España) que forma parte de la Liga ACB. Fundado el 7 de marzo de 2000, es parte de un proyecto de devolver a la élite del baloncesto el nombre de Bilbao, carente de equipo profesional desde la desaparición del Caja Bilbao. Sus mayores éxitos hasta la fecha han sido el campeonato de la FIBA Europe Cup en la temporada 2024-2025, el subcampeonato de la Liga ACB en la temporada 2010-11 y el subcampeonato de la Eurocup en la 2012-13. El 18 de julio de 2014 fue excluido de la Liga ACB y posteriormente readmitido el 8 de agosto del mismo año.

## Historia

### Primeras experiencias baloncestísticas en Bilbao
Varios han sido los clubes de baloncesto bilbaínos que han militado en la máxima categoría, siendo el primero de todos el Águilas Escolapios desde 1958 a 1976, teniendo entre sus filas en la temporada de 1966 a Miles Aiken. Posteriormente el KAS Vitoria se trasladaría a Bilbao en el año 1968 después del descenso del Águilas, formando el KAS Bilbao, equipo que se mantuvo en la primera división hasta su desaparición en 1974, coincidiendo con el mismo Águilas después de su ascenso en 1969 y protagonizando derbys bilbaínos en la liga nacional durante los siguientes años. El traslado del KAS Bilbao coincidió además con la inauguración del Pabellón Municipal de la Casilla, sede histórica del baloncesto en Bilbao. Contó también con Lester Lane como entrenador, formando equipos competitivos que nada pudieron hacer ante la superioridad del Real Madrid en los años setenta.
El Caja Bilbao sería el siguiente proyecto, iniciado en 1983 y que se situaría en la élite durante las temporadas 1986 a 1991, contando con jugadores como Leonard Allen (primer extranjero en este proyecto en una primera división que estrenaba esa figura), Joe Kopicki y Darrell Lockhart (una de las mejores parejas foráneas que han jugado en Bilbao), Kevin Holmes, Mark Simpson o Xabier Jon Davalillo. El jugador bilbaíno Juanma López Iturriaga formó parte de la plantilla entre 1988 y 1990. En 1994, con un joven Txus Vidorreta como entrenador, el Caja Bilbao lograría el ascenso a la Liga ACB, pero el mismo no se materializaría debido a la falta de apoyo económico que recibió el conjunto y que entre otras cosas imposibilitó el acceso a la categoría máxima.
La falta de un equipo vizcaíno en la Liga ACB dinamitó la formación del fructífero proyecto del Bilbao Basket en el año 2000.

### Inicios en divisiones inferiores (2000-2004)
Debido a su bajo presupuesto en sus inicios, su primera temporada en la denominada Liga LEB Plata tuvo como principal objetivo eludir el descenso a la Liga EBA. La temporada 2001-2002 sin embargo supuso un salto de calidad para el conjunto bilbaíno, que tras una profunda renovación de su plantilla y con la contratación del técnico bilbaíno Txus Vidorreta, se propuso el objetivo de ascender a la LEB Oro. Con una plantilla formada por Javi Salgado, Lucho Fernández y Tiago Splitter entre otros, firmaron el doblete de LEB Plata y Copa LEB Plata suponiendo el ascenso del club a la división LEB Oro.
La temporada 2002-2003 supuso un salto de calidad importante y tras obtener el subcampeonato de la Copa del Príncipe, disputaron los cuartos de final de la eliminatoria contra el León Caja España resultando eliminados por un ajustado 2-3. Tras reforzarse con fichajes como los de Venson Hamilton o José Luis Maluenda, lograron clasificarse al año siguiente como líderes de la temporada regular para posteriormente alcanzar el ascenso a la ACB y el título de la LEB Oro. El ascenso además de producir una ampliación del apoyo institucional, supuso también la entrada de Lagun Aro como nuevo patrocinador, a la postre necesario para financiar el acceso a la ACB.

### Primeras temporadas en la ACB (2004-2008)
El Lagun Aro Bilbao Basket se propuso como objetivo para su debut en la ACB la permanencia, reforzándose con jugadores como Fred Weis, Germán Gabriel o Predrag Savović. Las dos temporadas siguientes sirvieron de refuerzo y asentamiento en la ACB para que la temporada 2007-2008 supusiera el salto de calidad definitivo. Durante la temporada 2005/06, consiguió derrotar por primera vez a su máximo rival, el TAU Baskonia en el BEC (Bilbao Exhibition Centre) ante 12.500 espectadores. Así mismo, venció en La Casilla al Winterthur F.C. Barcelona y al Unicaja Málaga (Campeón de la Liga Regular) en ambos encuentros. Fue en el BEC donde el Lagun Aro Bilbao Basket consiguió el segundo mayor récord de asistencia a un partido de ACB con 15.414 personas el 6 de enero de 2007 ante el TAU Baskonia, superado el 9 de abril de 2012 en el Fernando Buesa Arena.
Organizando en el BEC la Supercopa ACB 2007, el Iurbentia Bilbao Basket obtuvo el subcampeonato tras eliminar al AXA F.C. Barcelona y perder la final con el TAU Baskonia. Aquella temporada además el Iurbentia Bilbao Basket lideró por primera vez la clasificación de la temporada regular tras una gran primera vuelta, que produjo su debut en la Copa del Rey, y su posterior eliminación en semifinales a manos del TAU Baskonia tras eliminar nuevamente al AXA F.C. Barcelona. El buen inicio de temporada y la aportación decisiva de jugadores como Marcelinho Huertas supuso su mejor clasificación en temporada regular con la sexta plaza y su debut en los Play-off, perdiendo en cuartos 2-0 nuevamente contra el AXA F.C. Barcelona.

### Debut en competiciones europeas (2008-2010)

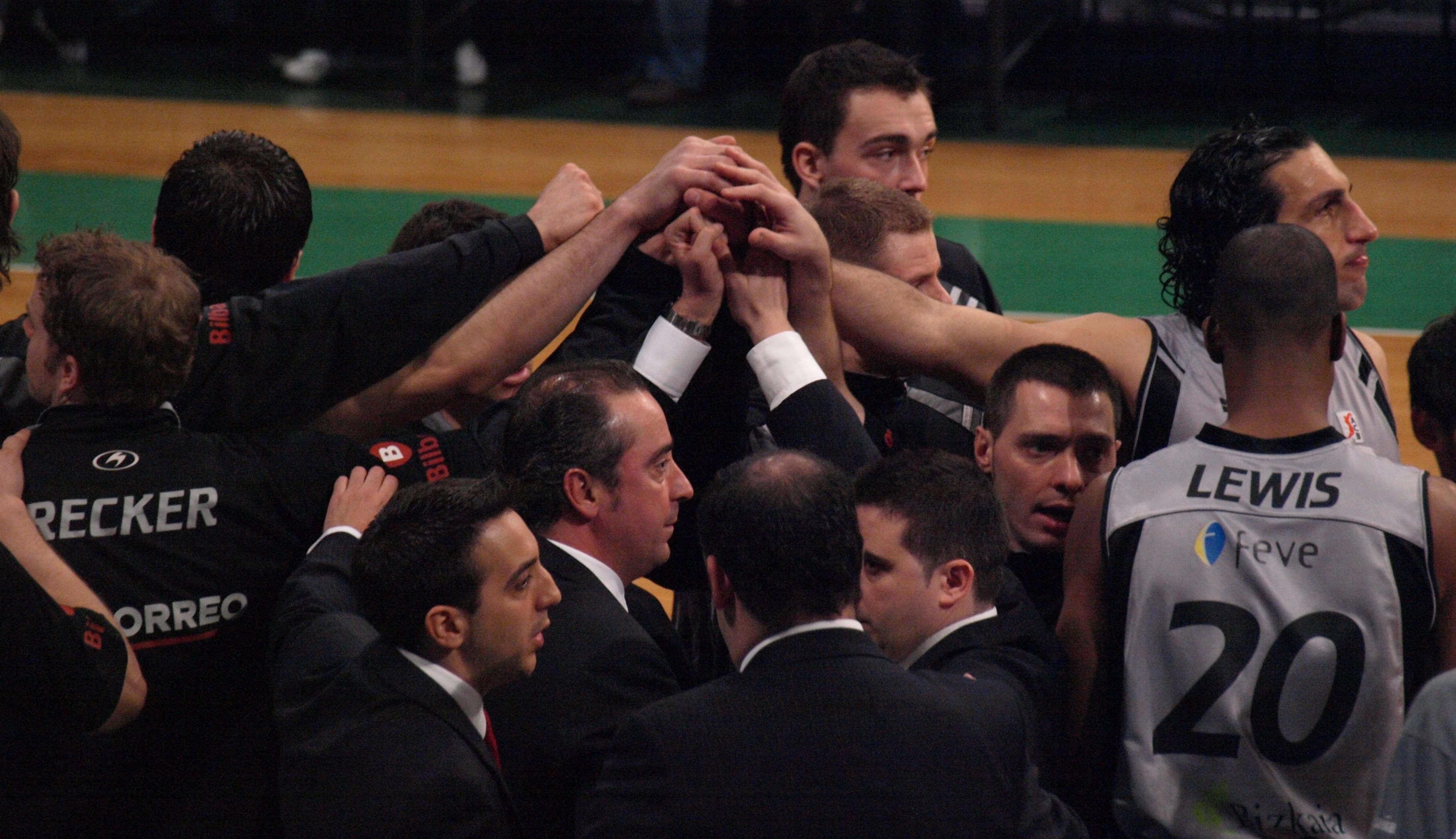
Plantilla y cuerpo técnico, durante un partido disputado en el Olímpico de Badalona ante el DKV Joventut correspondiente a la Liga ACB 2008/09.

Debido a los buenos resultados de la temporada anterior, el Iurbentia Bilbao Basket disputa la Eurocup, competición en la que alcanza la Final Eight de Turín 2009, perdiendo en la semifinal de la misma ante el BC Khimki. Este resultado lo repetiría al año siguiente en la Final Four de Vitoria 2010, esta vez eliminados ante el ALBA Berlín.
La siguiente temporada se planificó para dar el salto definitivo fichando a jugadores como Álex Mumbrú, internacional campeón del mundo y subcampeón olímpico con la selección española o Axel Hervelle, dos veces campeón de la ACB y una vez campeón de la ULEB con el Real Madrid. La temporada 2009-10 supuso además, la organización de la Copa del Rey en el BEC con la participación del Bizkaia Bilbao Basket como organizador. Sin embargo, su temporada regular no resultó meritoria debido a los malos resultados cosechados en la misma. En enero de 2010, después de tener un mal comienzo de temporada (4 victorias y 13 derrotas), Txus Vidorreta ofreció al club su dimisión después de 9 temporadas al frente del equipo. Fue sustituido por el griego Fotis Katsikaris, el cual consiguió enderezar la trayectoria del equipo con 8 victorias consecutivas, quedándose a una sola victoria de la 8.ª plaza, para poder jugar los play-offs.
En el verano de 2010 fue precisamente una decisión del entrenador griego una de las más polémicas en la historia del club, al decidir prescindir de Javi Salgado, hasta entonces capitán del equipo. La salida de Salgado del equipo creó un gran malestar en
parte de la afición, entre otras razones porque además de ser un estandarte del club desde sus inicios, era el único jugador bilbaíno de toda la plantilla en ese momento.

### Subcampeones de la Liga ACB (2010-2011)
Pese a que la temporada 2010-2011 comienza titubeante para el Bizkaia Bilbao Basket, finalmente logra sin excesivos problemas el acceso a la Copa del Rey, perdiendo en cuartos de final contra el Caja Laboral Baskonia en un ajustado partido. Posteriormente, lograría cerrar la temporada regular no sin demasiados apuros en una meritoria 6.ª plaza, repitiendo la mejor clasificación de su historia, preparados para encarar el play-off contra el Power Electronics Valencia de Svetislav Pešić, que se mostraba como uno de los aspirantes al título de liga.
No obstante, en Valencia logran su primera victoria en el play-off de su historia, para cerrar su pase a semifinales con un 2-0 en Bilbao. Además en este partido decisivo celebrado en el Bilbao Arena situado en Miribilla, se hace patente el llamado efecto Miribilla gracias al calor de su público, sediento de victorias después de una larga travesía por el desierto del baloncesto en Bilbao. La afición será fundamental entonces para el equipo, que a pesar de tener el factor cancha en contra, vencerían en semifinales con autoridad al Real Madrid 3-1, logrando el mayor hito desde su formación, disputar la Final de la Liga ACB. Finalmente caerían derrotados contra un superior Regal FC Barcelona por un claro 3-0, suponiendo el primer subcampeonato de liga del club. Este subcampeonato produce además la clasificación para la máxima competición continental, la Euroliga, otorgando un salto cualitativo a la estructura del Club Basket Bilbao Berri.

### Debut en la Euroliga (2011-2012)
La temporada 2011-2012 supone el debut del Gescrap Bizkaia Bilbao Basket en la máxima competición europea, y para ello la plantilla contó con las incorporaciones de D'or Fischer, Raül López y Roger Grimau. Mientras que en la primera vuelta de la competición liguera el equipo mantuvo un nivel discreto perdiéndose la Copa del Rey, los resultados en la primera fase de la Euroliga fueron satisfactorios clasificándose para el Top 16, derrotando a equipos como el Olympiacos en la jornada inaugural, el Fenerbahçe Ülker, el SLUC Nancy y como colofón apartando de la competición en la última jornada, al Caja Laboral Baskonia.
En la segunda parte de la temporada, mientras el equipo endereza el rumbo en la competición liguera para acabar en sexta posición, el conjunto se clasifica para los cuartos de final de la Euroliga derrotando a equipos como el Montepaschi Siena, el Unicaja Málaga y eliminando de la competición al Real Madrid..
El equipo cumplirá un buen papel en los cuartos de final de la Euroliga ante el PBC CSKA Moscú perdiendo 3-1, mientras que en el play-off de Liga ACB el Caja Laboral Baskonia se tomará la revancha eliminando 2-0 al Gescrap Bizkaia Bilbao Basket en una apretada eliminatoria de cuartos de final.

### El adiós de Marko Banic (2012)
En la temporada 2005-06 el Lagun Aro Bilbao Basket apostaría por la cesión de Marko Banic procedente del Akasvayu Girona. Con 27 años y tras 245 partidos en Liga ACB (a 10,2 puntos y 4,4 rebotes por actuación de media), 4 partidos de Copa del Rey, 3 de Supercopa, 32 choques y un MVP de Eurocup en 2010 y otros 20 partidos de Euroliga, Marko Banic dio en 2012 por cerrada su etapa en Bilbao, tras ser parte fundamental del crecimiento del Bilbao Basket.

### Final de Eurocup y problemas económicos (2012-2014)
El verano de 2012 es una época de cambios en la plantilla del Bilbao Basket. Las salidas de Marko Banic, Janis Blums, Aaron Jackson, D'or Fischer, Dimitrios Mavroeidis y Josh Fisher obligan al club a llevar a cabo una profunda renovación de la plantilla. Se apuesta asimismo por rejuvenecer una plantilla que, en los últimos años, se caracterizaba más por la presencia de jugadores veteranos que de jóvenes promesas. Así, tras una operación fallida en la que Fabien Causeur pasa de estar prácticamente fichado a firmar con Caja Laboral Baskonia, se unen al Bilbao Basket las nuevas incorporaciones: Nikos Zisis, Fran Pilepić, Adrien Moerman, Milovan Raković, Lamont Hamilton y Sergio Sánchez. La capitanía del equipo recae sobre Álex Mumbrú.
Esta temporada 2012-2013 se caracteriza por el contraste entre los éxitos deportivos y los problemas económicos que llegan a hacer que se rumoree con la desaparición del club.
La llegada la empresa Uxue como nuevo patrocinador en diciembre de 2012 hace presagiar una tranquilidad económica perdida tras el anuncio de la Diputación Foral de Vizcaya de retirar todos sus aportes a los equipos deportivos profesionales y el acuerdo de rescisión de contrato al que se llega con Gescrap. Sin embargo Uxue no llega a pagar en ninguno de los múltiples plazos acordados, generando unos problemas económicos tales que llevan a considerar la posibilidad de que el equipo desaparezca. Finalmente, mediante un aporte económico de la Diputación Foral de Vizcaya, se consigue hacer frente a los pagos a los jugadores y salvar al equipo que en el verano de 2013 tiene que llevar a cabo un nuevo proceso renovación que implique una reducción importante de costes.
Deportivamente, la temporada 2012-2013 tiene luces y sombras. En octubre de 2012, y tras haber eliminado en semifinales al Caja Laboral Baskonia, el Bilbao Basket se hace con su primera Euskaltel Euskal Kopa, imponiéndose en la final al Lagun Aro Gipuzkoa Basket. En liga, se consigue el mejor arranque del Bilbao Basket en su andadura en la Liga ACB clasificándose fácilmente para la Copa del Rey, en la cual es eliminado en cuartos de final por el Herbalife Gran Canaria.
Es en Europa donde se gesta el mayor éxito hasta la fecha de la historia del club, al conseguir el subcampeonato de la Eurocup, tras cosechar en Charleroi una amarga derrota ante el Lokomotiv Kuban.
En liga, el Bilbao Basket termina la temporada regular en sexta posición, siendo eliminados por el F.C. Barcelona Regal en la primera ronda de los playoffs por el título.
A finales de diciembre de 2013, Gorka Arrinda, consejero delegado del equipo, anuncia que si no consiguen 1,5 millones de euros no podrán pagar la nómina de sus jugadores en enero de 2014 ni a los proveedores. Arrinda afirma que están en "una situación límite de tesorería" y se da un plazo de dos meses para tomar una decisión sobre el futuro del equipo.
El 17 de julio se anuncia que el equipo no competirá en la próxima Liga Endesa por su situación económica, hecho que se confirmó un día después.

### El renacer del equipo (2014-2018)
Sin embargo, el 8 de agosto de 2014 el Tribunal Administrativo del Deporte (TAD), dependiente del Consejo Superior de Deportes (CSD), estimó el recurso interpuesto por el consejo de administración del club y obligó a la ACB a readmitir al conjunto vasco.
Una vez cumplidos los requisitos necesarios para la inscripción, como la reposición del Fondo Especial de Garantía y una reducción en la deuda contraída con jugadores y técnicos por debajo del 15% fue readmitido en la Liga Endesa como miembro de pleno derecho. El calendario, establecido antes de la de reinscripción del club, estaba formado por 17 equipos en los que aquel que descansaba cada jornada será quien se enfrente al Bilbao Basket sin alterar, de este modo, el orden del calendario preestablecido. En ese momento, el equipo cuenta con un patrocinador principal, la empresa suiza WISeKey, que junto a otros patrocinadores minoritarios y al Consejo de Administración del equipo, tratarían de reducir la deuda neta del club. Una deuda, que tras quitas del 50% se encontraba en 3'6 millones de Euros.
Desde el 24 de marzo de 2015, con la entrada de un nuevo patrocinador principal, el equipo pasa a llamarse Dominion Bilbao Basket, que aportará a las arcas del club 1,6 millones hasta final de la temporada de 2015-16.
En lo deportivo, en la temporada 2014-2015 el Bilbao Basket se clasificó para la Copa del Rey de baloncesto 2015 de Las Palmas de Gran Canaria pero fue eliminado en cuartos de final por el Unicaja Málaga. En la Liga ACB 2014-15 terminó en 4.ª posición la temporada regular y en los Playoffs por el título fue eliminado por el Valencia Basket en cuartos de final, terminando finalmente en la 5.ª posición lo que significó su clasificación para la Eurocup 2015-16.
De cara a la temporada 2015-2016, Sito Alonso continúa de entrenador y además renueva su contrato hasta 2020. El equipo tiene las importantes bajas de Quino Colom, Latavious Williams y Marko Todorović que cambian de equipo. Entre las caras nuevas destacan la del prometedor jugador Álex Suárez que llega cedido desde el Real Madrid, así como el pívot Shawn James procedente del Olimpia Milano, que en el año 2014 consiguió el título de Euroliga con el Maccabi Electra Tel Aviv y en la temporada 2012/2013 formó parte del segundo mejor quinteto de Euroliga. Pero en diciembre, Shawn James rescinde el contrato y abandona el club. Su ausencia es suplida por Mirza Begić.
Tras una temporada sin grandes actuaciones a excepción de la eliminación del FC Barcelona de los cuartos de final de la Copa del Rey de baloncesto 2016, el equipo termina la liga regular en una discreta décima plaza. A finales de junio, tras la retirada de uno de los grandes jugadores del equipo (Raül López), se conoce una noticia que sobrecoge a parte de la afición vizcaína. En ella, se llega a rumorear que si al club, en un plazo de dos semanas, no se le concede un crédito por valor de un millón de euros, corre riesgo de desaparecer. A comienzos de julio, el club oficializa el acuerdo con Caja Rural de Navarra, donde la entidad bancaria pone a disposición del club una línea de crédito de 1 millón de euros a devolver en 4 años. Tras el saneamiento del club donde se pagan las cantidades adeudadas a jugadores y cuerpo técnico, la junta directiva del club recibe la noticia del entrenador Sito Alonso de querer abandonar el conjunto vasco. Una vez oficializada su marcha a Saski Baskonia, el Bilbao Basket hace oficial la contratación de Carles Durán Ortega como primer entrenador del equipo para las próximas dos temporadas. Carles Durán Ortega era hasta entonces, segundo entrenador del Valencia Basket. Tras su fichaje, llegan las primeras incorporaciones entre las que se encuentran el interior montenegrino Danilo Nikolić y un exjugador del club que vuelve a casa, el base Javi Salgado.
Desde el 27 de octubre de 2016, con la entrada de un nuevo patrocinador principal (RETAbet), el equipo pasa a llamarse RETAbet Bilbao Basket durante 7 temporadas, hasta el 2023.
La temporada 2016-17 acaba con el Bilbao Basket fuera de Playoff. Tras las nuevas altas y bajas del mercado de fichajes comienza la temporada alternando partidos de Liga ACB y Eurocup. Sin embargo, los malos resultados hacen que se quede fuera de la competición europea en la primera fase.
Cabe destacar las dos Euskal Kopa ganadas por los bilbaínos en 2017 y 2018.

### Descenso a LEB (2018)
En noviembre de 2017 Carles Durán es destituido y reemplazado por el técnico croata Veljko Mršić que a falta de cuatro jornadas para el término de liga llegó a un acuerdo amistoso con el club para dejar el cargo, y fue sustituido por el segundo entrenador del equipo, el esloveno Jaka Lakovič.
A falta de dos jornadas para la finalización de la liga Bilbao Basket pierde la categoría al perder contra Baskonia en Miribilla.
Es también el adiós de dos iconos del club cómo Álex Mumbrú y Axel Hervelle, tras llevar ambos ininterrumpidamente en Bilbao desde el año 2010. Hervelle dice adiós de forma discreta en verano y Mumbrú no tarda en volver como primer entrenador del equipo para la siguiente temporada.
14 años después de su ascenso a la ACB, el club sale en LEB para jugar la temporada 2018-19, entrenado por Álex Mumbrú.

### De vuelta a la ACB (2019)
El descenso aporta el fondo de ascensos y descensos y da aire al club en lo económico. Gracias a ello, se puede confeccionar una plantilla competitiva con claras aspiraciones al ascenso a la Liga ACB. El equipo se renueva al completo, siendo Javi Salgado el único jugador que continúa del año anterior, y se apuesta por hombres como Ben Lammers, Kevin Larsen, Leonardo Demétrio, Jaylon Brown o Thomas Schreiner, que resultan ser piezas clave para dar continuidad al equipo y conseguir el objetivo del ascenso. En el cuerpo técnico, cabe destacar a Álex Mumbrú, que debuta en los banquillos de la mejor manera posible, y a Rafa Pueyo que resulta clave como director deportivo a la hora de confeccionar la plantilla.
El equipo comienza el año sólido, pero adaptándose poco a poco a la categoría. El objetivo es el ascenso, pero el Betis, el otro descendido, cumple con un año fantástico y consigue la única plaza de ascenso directo en la Jornada 30. A mediados de temporada, el club consigue clasificarse para la Copa Princesa, en la que cae ante el todopoderoso Betis por 10 puntos en San Pablo. Ya de cara al final de temporada, el objetivo de Bilbao Basket pasa a intentar clasificarse para el playoff de ascenso en la plaza más alta posible. Así lo consigue cuajando un muy buen final de temporada, consiguiendo 8 victorias en los últimos 9 partidos de liga, y llevándose así el segundo puesto en la liga regular.
El playoff le depara una eliminatoria a 5 partidos contra Palencia, teniendo la ventaja del factor cancha. Cada equipo gana un partido en casa y otro fuera, con lo que la eliminatoria se decide en el quinto partido. En mitad de dicha eliminatoria se conoce que la Final Four de la liga se jugará en el Bilbao Arena. Siendo así, el equipo tiene que ganar los 3 partidos que le quedan en casa para conseguir el ascenso. Primero gana contra Palencia, el quinto partido de los cuartos de final del Playoff. Después, vence a Melilla en las semifinales de la Final Four y se clasifica para la final. Por último, con un triple para el recuerdo de Thomas Schreiner, consigue volver a la máxima categoría un año después venciendo a Palma por 62-55.

### Buen regreso a la élite (2019-2022)
Tras una muy buena temporada en LEB, el Bilbao Basket decide mantener el grueso de la plantilla y no hacer demasiados cambios. A pesar de contar con el presupuesto más bajo de la liga, hombres importantes como Ondřej Balvín, Rafa Martínez y Axel Bouteille se unen a las filas de los hombres de negro, junto a varios de los artífices del ascenso. Es preciso señalar la retirada del icono bilbaíno Javi Salgado, al que se le retira la camiseta en el primer partido de liga en casa, después de dos etapas y dos ascensos con el club, para pasar a formar parte del personal técnico de Álex Mumbrú.
El equipo comienza la competición de manera ilusionante. A pesar de los buenos resultados, desde el club siempre se remarca el objetivo de la salvación, dejando constancia de la realidad económica del club. No obstante, los buenos resultados siguen y tras un final de primera vuelta espectacular, se llega al último partido con opciones de clasificarse a la Copa del Rey. La tarea se presenta realmente difícil, ya que aún dependiendo de sí mismos, había que ganar al Barça en el Palau Blaugrana para lograr la clasificación. Tras cuarenta minutos y una prórroga, el equipo gana un partido agónico y se clasifica para la Copa del Rey de Málaga. Con esta victoria, se convierte en el tercer equipo en toda la historia en ganar a los cuatro equipos que juegan la Euroliga (Valencia, Baskonia, Real Madrid y Barcelona), siendo el primero que lo hace como recién ascendido. También por primera vez en 21 años, un equipo recién ascendido consigue clasificarse para la Copa.
El 13 de enero de 2020 se celebra el sorteo para la Copa, quedando emparejado con el Real Madrid en los cuartos de final, el que resultará ser el campeón. A pesar de caer en cuartos, el equipo da la cara y consigue disputar el partido, siendo el único partido igualado del Real Madrid en esta copa.
Tras la competición del nocaut la situación deportiva del club es incierta, ya que el Unicaja ficha a Axel Bouteille, máximo anotador del equipo hasta el momento, por una cantidad que rondaría los 150.000€, dinero que el club en la situación actual no puede rechazar. A ello hay que sumarle la lesión de Jaylon Brown, segundo máximo anotador del equipo, antes de la copa. A pesar de todo, se fichan a los refuerzos de Tyler Haws y Quentin Serron, y para sorpresa de muchos el equipo sigue funcionando como lo ha hecho durante la primera vuelta.
Las sensaciones son buenas, pero no da mucho tiempo a ver la reacción del equipo, ya que debido a la pandemia mundial del coronavirus se suspenden la mayoría de competiciones deportivas en todo el mundo, entre ellas la ACB. Tras varias propuestas, se decide acabar la liga en las canchas con una fase final entre los 12 mejores clasificados, siendo todos los partidos a puerta cerrada y en una sede neutral, Valencia. Bilbao Basket queda emparejado en su grupo con Barcelona, Baskonia, Joventut, Unicaja y Tenerife. Antes de comenzar dicha fase final, se confirma que Bilbao Basket estará en la próxima Basketball Champions League, siendo esta la primera vez que el club participa en una competición organizada por la FIBA.
En esta última fase solo se consigue ganar a Tenerife perdiendo el resto de los partidos. Aun así, el equipo hace un papel más que meritorio peleando la mayoría de los partidos y le dan el octavo puesto final en la liga. Se encadenan varias lesiones, lo que hace debutar al primer canterano en ACB de la historia del club, el bilbaíno Miguel Ruiz.
La temporada 2020-21 empieza con la pérdida de varios jugadores importantes, como Ben Lammers o Emir Sulejmanović y los malos resultados hacen que el equipo casi baje a LEB, pero finalmente consigue salvar la categoría tras ganar en su último partido con holgura al Joventut.
Por otro lado, en la temporada 2021-22, a pesar de un mal comienzo, el equipo consigue sobreponerse hasta el punto de quedarse a 1 victoria de entrar en los Playoffs de ACB. Tras una buena temporada a nivel deportivo, el entrenador, Álex Mumbrú, decide no renovar su contrato con el club y pone fin a 4 temporadas al frente del banquillo.

### Primer título europeo (2024-25)
Mumbrú es sucedido en el cargo por Jaume Ponsarnau, quien tras tres años al frente del equipo consigue hacerse en 2025 con la FIBA Europe Cup, tras una final a doble partido contra PAOK Salónica. El camino a la final llega tras pasar contra el turco Tofas Bursa gracias a un triple en la bocina en cuartos de final y tras remontar un -19 adverso contra Dijon en semifinales.

## Uniforme

### Uniforme actual
- Uniforme titular: Camiseta negra con detalles verdes y pantalón negro con detalles verdes.
- Uniforme alternativo: Camiseta verde con detalles negros y pantalón verde con detalles negros.

### Indumentaria y patrocinadores
| Período           | Proveedor                |
| ----------------- | ------------------------ |
| 2000 - 2004       | Athletic Club Sportswear |
| 2004 - 2007       | Mercury                  |
| 2007 - 2011       | Astore                   |
| 2011 - 2015       | KON Sports               |
| 2015 - 2018       | Erreà                    |
| 2018 - 2019       | Pentex                   |
| 2019 - Actualidad | Hummel                   |

| Período           | Patrocinador Principal |
| ----------------- | ---------------------- |
| 2003 - 2004       | Vizcaya                |
| 2004 - 2007       | Lagun Aro              |
| 2007 - 2009       | Iurbentia              |
| 2009 - 2012       | Vizcaya                |
| 2011 - 2012       | Gescrap                |
| 2012 - 2013       | Uxue                   |
| 2014 - 2015       | WISeKey                |
| 2015 - 2016       | Dominion               |
| 2017 - 2021       | RETAbet                |
| 2021 - Actualidad | Surne                  |

## Instalaciones

### Pabellones históricos
- Pabellón de Deportes Municipal de La Casilla (2000-2009)
- Bizkaia Arena (2009-2010)
- Bilbao Arena (2010-Act.)

#### Bilbao Arena
El pabellón en los inicios del Club Basket Bilbao Berri fue el Pabellón de Deportes Municipal de La Casilla, de 5.000 espectadores. Durante el año 2006 se firmó el acuerdo institucional para la construcción de un nuevo pabellón en el barrio bilbaíno de Miribilla para 8.500 espectadores, que sería inaugurado la temporada 2010/2011. Para hacer frente a la demanda de socios y aficionados en la temporada 2009/10, se pasó a jugar en la localidad vecina de Baracaldo concretamente en el Bizkaia Arena del BEC junto a la Estación de Metro de Ansio, donde ya se jugaban partidos de especial expectación, siendo esta ubicación provisional a la espera de la construcción del mencionado pabellón en Miribilla.
El pabellón Bilbao Arena fue inaugurado el 27 de septiembre de 2010, con la disputa de un partido amistoso de homenaje a Javi Salgado entre el Bilbao Basket y el Gipuzkoa Basket, equipo de Salgado en ese momento.
Con vistas de afianzar el proyecto del Bilbao Basket en su primera participación en la Euroliga, para la temporada 2011-12 el pabellón sufre una sencilla remodelación con un incremento en el aforo que alcanza las 10.014 localidades.

## Organigrama deportivo

### Plantilla 2025-2026
Entre el equipo técnico se encuentran también el médico Javier Gil, los fisioterapeutas Jon Novo y Borja Ugarte y el utillero Ibon Romero.

### Altas y bajas 2025-26
| Altas              | Altas     | Altas                     | Altas           | Altas |
| Jugador            | Posición  | Procedencia               | Tipo            | Costo |
| ------------------ | --------- | ------------------------- | --------------- | ----- |
| Aleix Font         | Alero     | Leyma Coruña              | Fin de contrato | —     |
| Darrun Hilliard    | Alero     | UNICS Kazán               | Fin de contrato | —     |
| Justin Jaworski    | Escolta   | EWE Baskets Oldemburgo    | Fin de contrato | —     |
| Martin Krampelj    | Ala-Pívot | Yalovaspor BK             | Fin de contrato | —     |
| Stefan Lazarević   | Alero     | Estrella Roja de Belgrado | Fin de contrato | —     |
| Margiris Normantas | Escolta   | BC Rytas                  | Fin de contrato | —     |
| Luke Petrasek      | Ala-Pívot | Anwil Włocławek           | Fin de contrato | —     |

| Bajas                      | Bajas         | Bajas                        | Bajas                 | Bajas |
| Jugador                    | Posición      | Destino                      | Tipo                  | Cobro |
| -------------------------- | ------------- | ---------------------------- | --------------------- | ----- |
| Muhammad-Ali Abdur-Rahkman | Base-Escolta  | Treviso Basket               | Fin de contrato       | —     |
| Malcolm Cazalon            | Alero         |                              | Fin de contrato       | —     |
| Thijs de Ridder            | Ala-Pívot     | Paris Basketball             | Rescisión de contrato | —     |
| Rubén Domínguez            | Escolta       | Texas A&M Aggies             | Rescisión de contrato | —     |
| Zoran Dragić               | Escolta-Alero |                              | Fin de contrato       | —     |
| Tomasz Gielo               | Ala-Pívot     | Wilki Morskie Szczecin       | Fin de contrato       | —     |
| Marvin Jones               | Pívot         | PAOK Salónica BC             | Fin de contrato       | —     |
| Kristian Kullamäe          | Escolta       | Krepšinio klubas Lietkabelis | Fin de contrato       | —     |
| Xavi Rabaseda              | Alero         |                              | Fin de contrato       | —     |

## Jugadores con reconocimiento europeo o mundial
| - Axel Hervelle - Marcelinho Huertas - Rafa Luz - Tiago Splitter - Marko Banić - Damir Markota - Martin Rančík - Quino Colom - Roger Grimau - Eduardo Hernández Sonseca | - Alberto Díaz - Germán Gabriel - Raül López - Rafa Martínez - Álex Mumbrú - Javi Salgado - Fran Vázquez - D'or Fischer - Andrew Goudelock - Lamont Hamilton | - Aaron Jackson - John Jenkins - Quincy Lewis - Adrien Moerman - Jérôme Moïso - Georgios Bogris - Dimitrios Mavroeidis - Georgios Tsalmpouris - Kostas Vasileiadis - Nikos Zisis | - Shawn James - Jānis Blūms - Dairis Bertāns - Antanas Kavaliauskas - Arnoldas Kulboka - Renaldas Seibutis - Marko Todorović - Micheal Eric - Ondřej Balvín - Milovan Raković |

## Entrenadores
| Año             | Entrenadores     |
| --------------- | ---------------- |
| 2000-2001       | Txutxo Sanz      |
| 2000-2001       | Pedro Zorrozúa   |
| 2001-2010       | Txus Vidorreta   |
| 2010-2013       | Fotis Katsikaris |
| 2013-2014       | Rafa Pueyo       |
| 2014-2016       | Sito Alonso      |
| 2016-2017       | Carles Durán     |
| 2017-2018       | Veljko Mršić     |
| 2018            | Jaka Lakovič     |
| 2018-2022       | Álex Mumbrú      |
| 2022-Actualidad | Jaume Ponsarnau  |

## Palmarés
| Temporada | Categoría    | Nivel | Puesto | Balance | Playoffs       | Copa del Rey | Competición Europea                | Otros Títulos/Notas                                      |
| 2000-2001 | Liga LEB II  | 3     | 13.º   | 10-20   | -              | -            | -                                  | -                                                        |
| 2001-2002 | Liga LEB II  | 3     | 1.º    | 23-7    | Campeón        | -            | -                                  | Campeón Copa LEB Plata Ascenso a Liga LEB                |
| 2002-2003 | Liga LEB     | 2     | 6.º    | 19-11   | -              | -            | -                                  | Subcampeón Copa Princesa de Asturias                     |
| 2003-2004 | Liga LEB     | 2     | 1º     | 22-12   | -              | -            | -                                  | Semifinales Copa Princesa de Asturias Ascenso a Liga ACB |
| 2004-2005 | Liga ACB     | 1     | 14.º   | 12-22   | -              | -            | -                                  | -                                                        |
| 2005-2006 | Liga ACB     | 1     | 15.º   | 13-21   | -              | -            | -                                  | -                                                        |
| 2006-2007 | Liga ACB     | 1     | 10.º   | 15-19   | -              | -            | -                                  | -                                                        |
| 2007-2008 | Liga ACB     | 1     | 6.º    | 21-13   | Cuartos        | Semifinales  | -                                  | Subcampeón Supercopa ACB                                 |
| 2008-2009 | Liga ACB     | 1     | 8.º    | 15-17   | Cuartos        | -            | Semifinales (Eurocup)              | -                                                        |
| 2009-2010 | Liga ACB     | 1     | 9.º    | 16-18   | -              | Cuartos      | Semifinales (Eurocup)              | -                                                        |
| 2010-2011 | Liga ACB     | 1     | 6.º    | 21-13   | Subcampeón     | Cuartos      | -                                  | -                                                        |
| 2011-2012 | Liga ACB     | 1     | 6.º    | 19-15   | Cuartos        | -            | Cuartos (Euroliga)                 | Semifinales Supercopa ACB                                |
| 2012-2013 | Liga ACB     | 1     | 6.º    | 19-15   | Cuartos        | Cuartos      | Subcampeón (Eurocup)               | -                                                        |
| 2013-2014 | Liga ACB     | 1     | 14.º   | 12-22   | -              | -            | Last 32 (Eurocup)                  | Semifinales Supercopa ACB                                |
| 2014-2015 | Liga ACB     | 1     | 4.º    | 20-14   | Cuartos        | Cuartos      | -                                  | -                                                        |
| 2015-2016 | Liga ACB     | 1     | 10.º   | 16-18   | -              | Semifinales  | Last 32 (Eurocup)                  | -                                                        |
| 2016-2017 | Liga ACB     | 1     | 10.º   | 14-18   | -              | -            | Primera Fase (Eurocup)             | -                                                        |
| 2017-2018 | Liga ACB     | 1     | 17.º   | 8-26    | -              | -            | Primera Fase (Eurocup)             | Descenso a LEB Oro                                       |
| 2018-2019 | Liga LEB Oro | 2     | 2.º    | 24-10   | Campeón        | -            | -                                  | Subcampeón Copa Princesa de Asturias Ascenso a Liga ACB  |
| 2019-2020 | Liga ACB     | 1     | 5.º    | 14-9    | Fase de grupos | Cuartos      | -                                  | Temporada regular interrumpida debido a la COVID-19      |
| 2020-2021 | Liga ACB     | 1     | 17.º   | 10-26   | -              | -            | Fase de grupos (Liga de Campeones) | Temporada regular sin público debido a la COVID-19       |
| 2021-2022 | Liga ACB     | 1     | 9.º    | 16-18   | -              | -            | -                                  | -                                                        |
| 2022-2023 | Liga ACB     | 1     | 12.º   | 14-20   | -              | -            | Octavos (Liga de Campeones)        | -                                                        |
| 2023-2024 | Liga ACB     | 1     | 13.º   | 13-21   | -              | -            | Semifinales (Copa Europea)         | -                                                        |
| 2024-2025 | Liga ACB     | 1     | 16.º   | 11-23   | -              | -            | Campeón (Copa Europea)             | -                                                        |

| Leyenda                |
| Primer Nivel Nacional  |
| Segundo Nivel Nacional |
| Tercer Nivel Nacional  |
| Cuarto Nivel Nacional  |
| Primer Nivel Regional  |

### Trayectoria y palmarés resumido
Nota: en negrita competiciones vigentes en la actualidad.
| Competición internacional | Títulos    | Subcampeonatos |
| ------------------------- | ---------- | -------------- |
| Eurocup (0)               |            | 2012-2013. (1) |
| Copa Europea (1)          | 2024-2025. |                |

| Competición nacional          | Competición nacional          | Títulos    | Subcampeonatos            |
| ----------------------------- | ----------------------------- | ---------- | ------------------------- |
| Liga ACB (0)                  | Liga ACB (0)                  |            | 2010-2011. (1)            |
| Liga LEB Oro (1)              | Liga LEB Oro (1)              | 2003-2004. | 2018-2019. (1)            |
| Liga LEB Plata (1)            | Liga LEB Plata (1)            | 2001-2002. |                           |
| Copa Princesa de Asturias (0) | Copa Princesa de Asturias (0) |            | 2002-2003, 2018-2019. (2) |
| Copa LEB Plata (1)            | Copa LEB Plata (1)            | 2001-2002. |                           |
| Supercopa de España (0)       | Supercopa de España (0)       |            | 2007-2008. (1)            |

| Competición regional | Títulos                                    | Subcampeonatos                      |
| -------------------- | ------------------------------------------ | ----------------------------------- |
| Euskal Kopa (4)      | 2012-2013, 2017-2018, 2018-2019, 2021-2022 | 2011-2012, 2019-2020, 2020-2021 (3) |

| Bilbao Basket                                                  | 4 | - | 1 | 1 | - | 1 | - | 1 | 8 |
| Datos actualizados a la consecución del último título en 2025. |   |   |   |   |   |   |   |   |   |

## Afición
El club cuenta en la actualidad con doce peñas. La pionera fue "Hirukoa", a la que siguieron la "Peña Vidorreta" y la "Peña Javi Salgado". Después llegarían la "Peña 2.18", dedicada a Frédéric Weis y la ''Peña Marko Banić''. Algo más tarde se fundó la "Peña La Casilla", la "Peña Bilbao Basket de Erandio" y la "Peña Turín 09". Las últimas peñas en ver la luz han sido la "Peña Deabruak", la "Peña Gure Toki Berria Fotis Katsikaris", la Peña oficial del Bilbao Basket, que recibe el nombre de "efecto Miribilla" y por último, la "Peña Arantxapel".

## Rivalidades

### Encuentros contra equipos NBA
| 6 de octubre de 2013 NBA Global Games | Bilbao Basket                         | 104–106     | Philadelphia 76ers          |                                            |  |
|                                       | Parciales: 20-27, 30-28, 30-24, 24-27 |             |                             |                                            |  |
|                                       | Estadísticas 19 Dairis Bertāns        | Reporte Pts | Estadísticas Evan Turner 23 | Pabellón: Bizkaia Arena, Baracaldo, España |  |